# Берёзовка 1-я (Саратовская область)
Берёзовка 1-я — село в Петровском районе Саратовской области, входит в состав сельского поселения Пригородное муниципальное образование.

## География
Находится на расстоянии примерно 1 километр на юго-запад от районного центра города Петровск. 

## История
Официальная дата основания 1910 год. По другим данным деревня Берёзовка (Ближняя Берёзовка) была основана примерно в первой половине XIX столетия. В 1884 года в деревне в 85 домохозяйствах проживали 480 человек, в 1910 году 130 дворов и 850 человек. В поздний советский период село было центральной усадьбой колхоза имени Мичурина.

## Население
Постоянное население составило 726 человека (русские 93%) в 2002 году, 704 в 2010.